# Taart

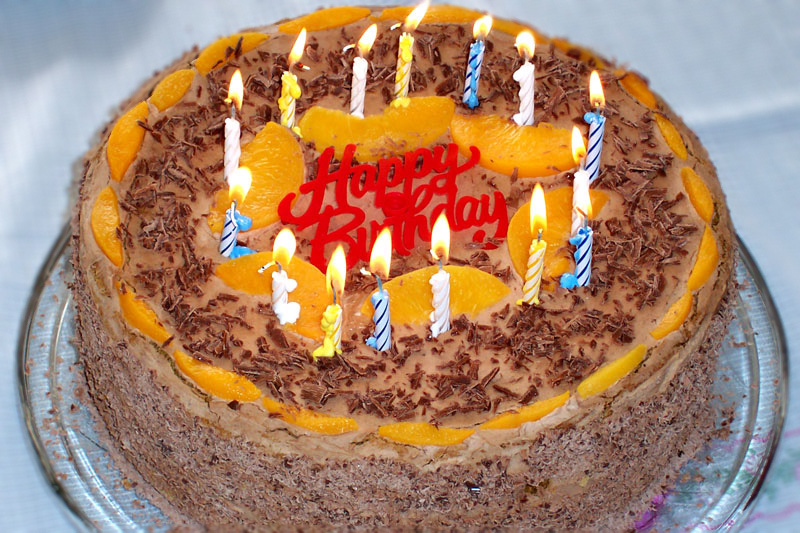
Een verjaardagstaart met kaarsen

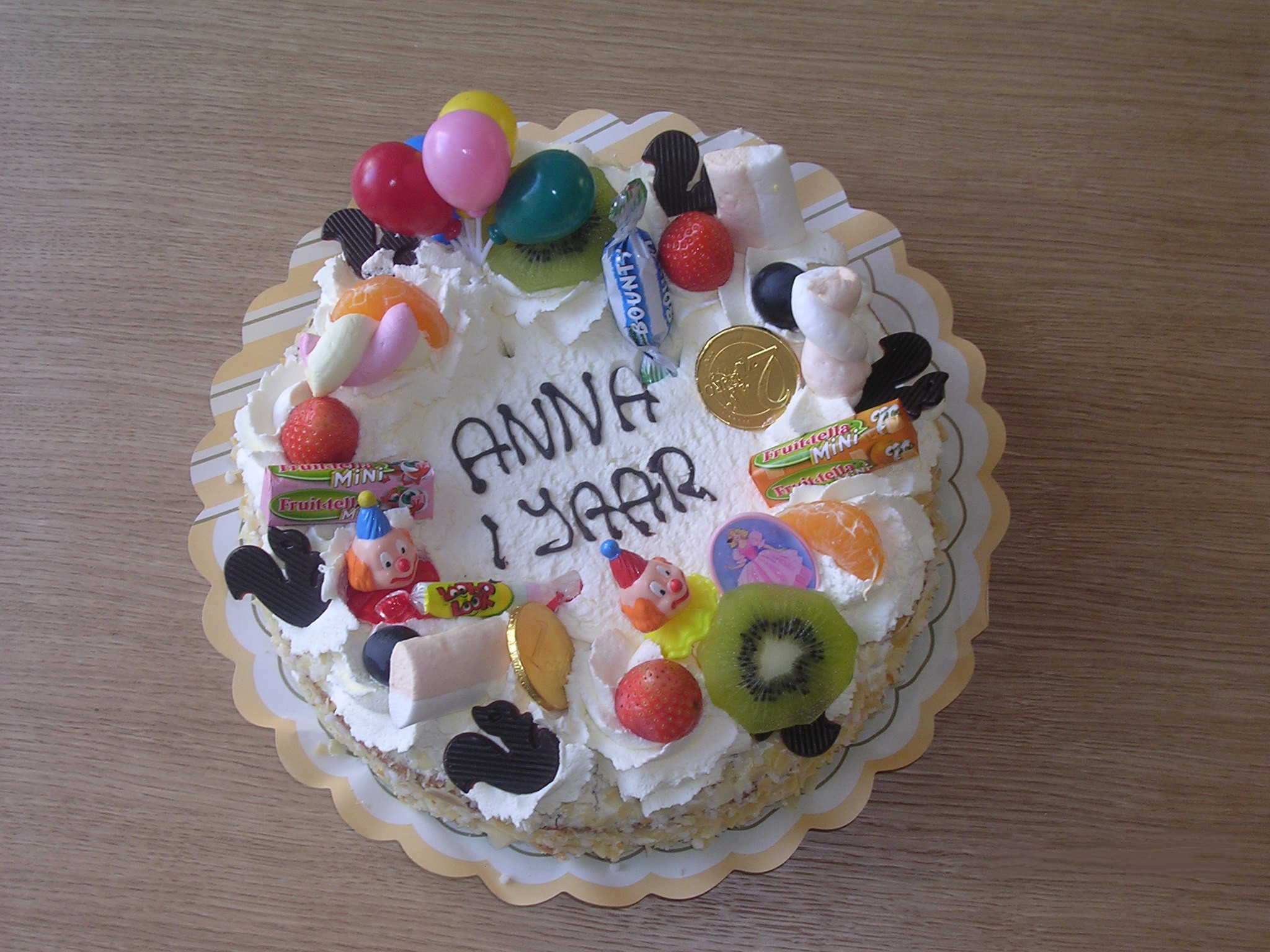
Een geglazuurde verjaardagstaart

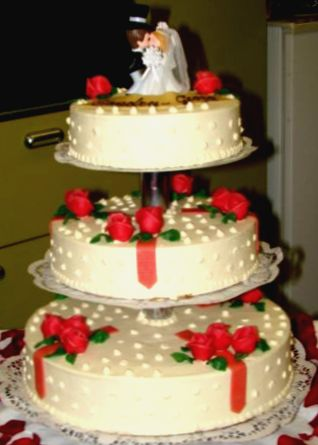
Een bruidstaart

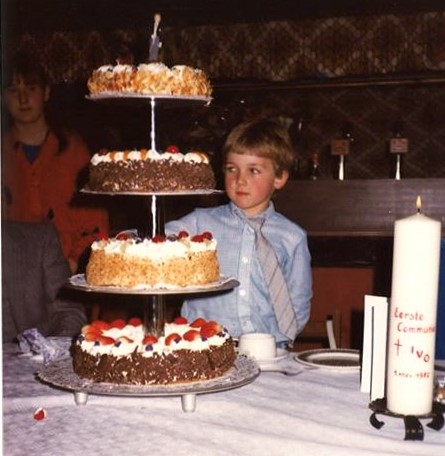
Eerste Communietaarten op taartstandaard worden aangesneden (1982).

Een taart is een meestal cirkelvormig en vaak zoet baksel dat in veel landen voornamelijk wordt gegeten tijdens feestelijkheden, bijvoorbeeld bij het vieren van een verjaardag. In veel landen wordt taart ook als nagerecht geserveerd.

## Etymologie
Het woord taart is afgeleid van het Oudfranse torte of tarte, dat op zijn beurt afkomstig lijkt te zijn van het Latijnse torta (gedraaid baksel). Dit woord is de vrouwelijke vorm van het voltooid deelwoord van torquere (draaien). Mogelijk is het ook afgeleid van een ander Latijns woord, tortula (klein wit broodje). Het Franse woord tartre ("wijnsteen") kan ook nog de huidige woordvorm met -a- hebben beïnvloed.

## Geschiedenis
De oude Egyptenaren zetten zo'n 9.500 à 6.000 jaar geleden reeds eetbare 'bakjes' van granen zoals haver, tarwe of rogge gevuld met honing op gloeiende houtskool. Duizenden jaren later, in de tijd van de farao's, bakten bakkers aan het hof broden met een vulling van fruit, noten en honing, een soort galette. Het bakproces staat afgebeeld in de graftombe van Ramses II.
De Hebreeërs worden soms aanzien als de eerste echte banketbakkers aangezien ze in het tweede millennium voor Christus reeds banket maakten. Alexander de Grote zou hun kookkunst naar Griekenland hebben gebracht. In Griekse toneelstukken komt het eten van taarten geregeld voor.
Toen de Romeinen Griekenland veroverden leerden ook zij taarten bakken en verspreidden de kennis in Europa. Cato de Oude schreef een traktaat over de landbouw waarin een recept stond voor een soort kaastaart die placenta werd genoemd.
De kruistochten en ontdekkingsreizen in de middeleeuwen brachten rietsuiker naar Europa. De ontwikkeling van de gesloten oven en het bakpoeder in de 19e eeuw maakten het bakken van luchtigere taarten mogelijk.

## Kenmerken
- Het gebak is luchtig.
- De vorm is meestal rond en plat van boven.
- De buitenkant is vaak voorzien van sierlijke, kleurige ornamenten zoals gekleurde (siroop)lijnen, chocolade- of notenstrooisel of platte stukjes chocolade.

## Soorten
Er zijn diverse typen taart. Een taart met veel suikerschuim wordt een schuimtaart of meringuetaart genoemd.
In Nederland zijn de appeltaart, chocoladetaart, aardbeientaart, kwarktaart, monchoutaart, kersentaart, mokkataart en slagroomtaart populair, in België ook de suikertaart. Vlaaien zijn wezenlijk verschillend van taarten omdat de bodem van een ander soort deeg is gemaakt. Ze worden echter soms wel tot de taarten gerekend.
Wordt de taart bij een speciale gelegenheid (zoals een verjaardag, bruiloft of jubileum) gegeten, dan wordt er vaak een toepasselijke tekst op aangebracht door middel van glazuur, marsepein of chocolade. Tegenwoordig kan er een (eetbare) foto op aangebracht worden. 
In het geval van een verjaardag is het wereldwijd gebruikelijk om een aantal kaarsjes, al naargelang de bereikte leeftijd, in de taart te steken. Deze kaarsjes zijn zeer kort en dun, en dienen te worden uitgeblazen. Volgens bijgeloof haalt men het volgende jaar als alle kaarsjes worden uitgeblazen. 
Een andere specifieke taart is de bruidstaart, die wordt gegeten bij een bruiloft.
In de Caraïben wordt bij bijzondere gelegenheden ook wel bolo pretu geserveerd. Deze taart wordt in kleine stukjes geserveerd, omdat deze veel alcohol bevat en ook vrij machtig kan zijn.

### Quiche
Ook een quiche wordt wel als taart gezien, hoewel deze wezenlijk andere kenmerken heeft. Zo is hij niet zoet, maar hartig; er zitten vaak groenten, en/of vlees en vis in en deeg is het belangrijkste ingrediënt. Men spreekt wel van een hartige taart.

## In de taal
- Het woord taart wordt soms als scheldwoord gebruikt voor iemand van het vrouwelijk geslacht. “Ouwe taart” heeft een betekenis die vergelijkbaar is met  “oud wijf”. Het Engelse slangwoord tart heeft eenzelfde gevoelswaarde.
- De taart staat centraal in enkele zegswijzen, waarbij er veelal een negatieve lading aan gegeven wordt. Zo betekent "iemand van de taart geven" of "iemand een taart geven" iemand een draai om de oren geven of hem berispen. "Van de taart krijgen" betekent slaag krijgen. "Taart eten" betekent het gelag betalen.

## In de wiskunde
- Een specifiek model grafiek heet de taartgrafiek of -diagram (pie chart), vanwege de sterke gelijkenis met een in taartpunten gesneden taartvorm.
- Om ervoor te zorgen dat de taart in gelijke delen wordt verdeeld, wordt de taart vanuit het midden aangesneden.
- Bekend is de opgave waarbij persoon A een driehoekige taart in twee delen moet verdelen, en ook het eerste stuk mag kiezen, maar waarbij persoon B mag aangeven door welk punt op de taart de taartsnede moet gaan. De vraag is dan waar B dat punt moet kiezen, zodat er voor hem een zo groot mogelijk stuk overblijft.
- Bewezen kan worden dat bij n taartsneden een ronde taart in ½.n.(n+1)+1 stukken (die in grootte en vorm variëren) verdeeld kan worden. Zoals te verwachten is, zijn dat bij 1 snede 2 stukken en bij 2 sneden 4 stukken, maar bij 3 sneden kunnen er 7 stukken ontstaan (namelijk als de derde snede de andere twee niet in hun kruispunt kruist).